# Adolf Naef

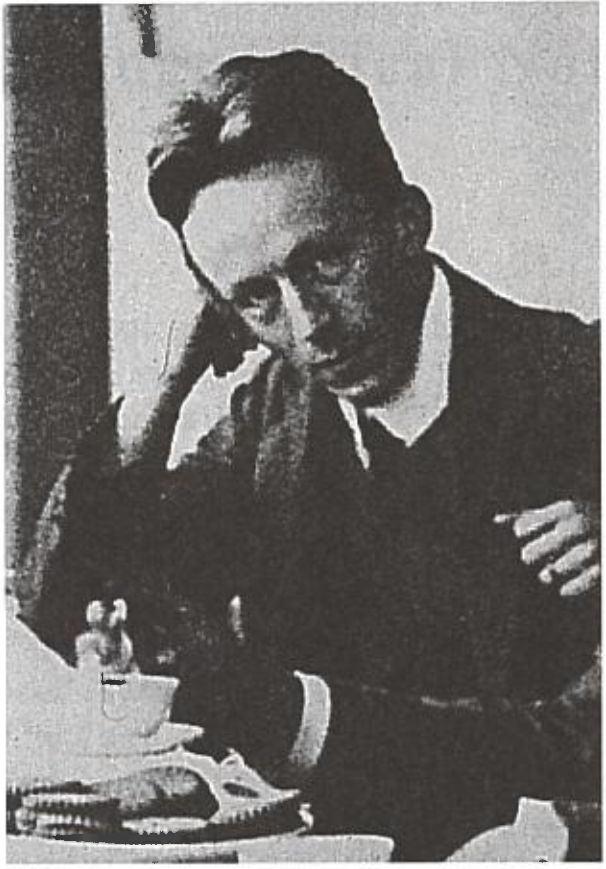
Adolf Naef (1910)

Adolf Naef, geboren als Adolf Näf, (* 1. Mai 1883 in Herisau; † 11. Mai 1949 in Zürich) war ein Schweizer Zoologe und Paläontologe.

## Leben
Naef wuchs nach dem Tod des Vaters 1889 mit einer Schwester und einem Bruder unter finanziell eingeschränkten Verhältnissen auf. Er besuchte das protestantische Lehrerseminar in Zürich-Unterstrass, war dann Lehrer und  studierte daneben ab 1904 an der Universität Zürich Naturwissenschaften. Er sammelte für seine Dissertation Material über Cephalopoden an der Zoologischen Station in Neapel und wurde 1909 bei dem mit Ernst Haeckel eng befreundeten Zoologen Arnold Lang in Zürich promoviert. Danach forschte er weiter in Neapel und habilitierte sich 1914 in Zürich (Über die Individualentwicklung organischer Formen als stammesgeschichtliche Urkunde). 1922 wurde er Assistenzprofessor in Zagreb, war ab 1927 Professor in Kairo. 1929 wurde er dort Leiter der Fakultät für Zoologie, 1940 mit anderen nicht-britischen ausländischen Professoren aber als Gastprofessor zurückgestuft. Hoffnungen auf eine Professur in Basel als Nachfolger von Friedrich Zschokke, der seine Cephalopodenarbeiten schätzte, zerschlugen sich. Er starb in einem Hospital in Zürich an Bauchspeicheldrüsenkrebs.
Er ist für grundlegende Arbeiten über Anatomie, Embryologie und Systematik von Cephalopoden bekannt (fossile und rezente). Ausserdem befasste er sich mit systematischer Morphologie, von ihm idealistische Morphologie genannt, als Vorläufer und Einfluss auf die Kladistik von Willi Hennig (1950).
Zuletzt arbeitete er an einem Lehrbuch der vergleichenden Anatomie, das aber nie veröffentlicht wurde. Seine drei Cephalopoden-Monographien wurden auch ins Englische übersetzt (Smithsonian Institution 1972, 2000).
Er war Bürger von Niederhelfenschwil, Kanton St. Gallen. Seine Tochter aus dritter Ehe Claudia (* 1927) war mit dem Architekten Eduard Neuenschwander verheiratet.

## Schriften
- Studien zur generellen Morphologie der Mollusken, Ergebnisse und Fortschritte der Zoologie, Teil 1, Band 3, 1911, 73-164, Teil 2, Band 3, 1913, 329-462, Teil 3, Band 6, 1924, 27-124
- Idealistische Morphologie und Phylogenetik (zur Methodik der systematischen Morphologie), Jena: G. Fischer 1919
- Die Cephalopoden, Fauna und Flora des Golf von Neapel und der angrenzenden Meeres-Abschnitte, Berlin: Friedländer 1921
- Die Cephalopoden (Systematik), Fauna und Flora des Golf von Neapel und der angrenzenden Meeres-Abschnitte, Berlin: Friedländer 1923
- Die Cephalopoden (Embryologie), Fauna und Flora des Golf von Neapel und der angrenzenden Meeres-Abschnitte, Berlin: Friedländer 1928
- Die fossilen Tintenfische. Eine paläozoologische Monographie, Jena: Gustav Fischer 1922
- Über Morphologie und Stammesgeschichte, Vierteljahresschrift der Naturforschenden Gesellschaft Zürich, 70, 1925, 234-240
- Zur Diskussion des Homologiebegriffes und seiner Anwendung in der Morphologie, Biologisches Zentralblatt 46, 1926, 405–427.
- Über die Urformen der Anthropomorphen und die Stammesgeschichte des Menschenschädels,  Die Naturwissenschaften 14, 1926, 445–452.
- Die Definition des Homologiebegriffes, Biologisches Zentralblatt 47, 1927, S. 187–190.
- Phylogenie der Tiere, Handbuch der Vererbungswissenschaft, Band 3, Borntraeger 1931
- Allgemeine Morphologie I, in L. Bolk u. a. Handbuch der vergleichenden Anatomie der Wirbeltiere, Band 1, Berlin 1931, 77-118
- Physlogenie der Tiere, in Dittler u. a. Handwörterbuch der Naturwissenschaften, Band 7, 2. Auflage, G. Fischer 1932, 3-17
- Die Vorstufen der Menschwerdung. Eine anschauliche Darstellung der menschlichen Stammesgeschichte und eine kritische Betrachtung ihrer allgemeinen Voraussetzungen., Jena: G. Fischer 1933